# Алешково (Московская область)
Алешково — деревня в Ступинском районе Московской области в составе Городского поселения Ступино (до 2006 года входила в Городищенский сельский округ). На 2016 год в Алешково 2 улицы — Луговая и Успенская.

## География
Алешково расположено на юго-востоке района, у границы с Городским округом Озёры, на речке Березынка (левый приток Оки), высота центра деревни над уровнем моря — 142 м. Ближайшие населённые пункты: Суково примерно в 2 км на запад, Возцы — около 2,7 км на юго-запад и Речицы городского округа Озёры — 1,8 км на восток.

## История

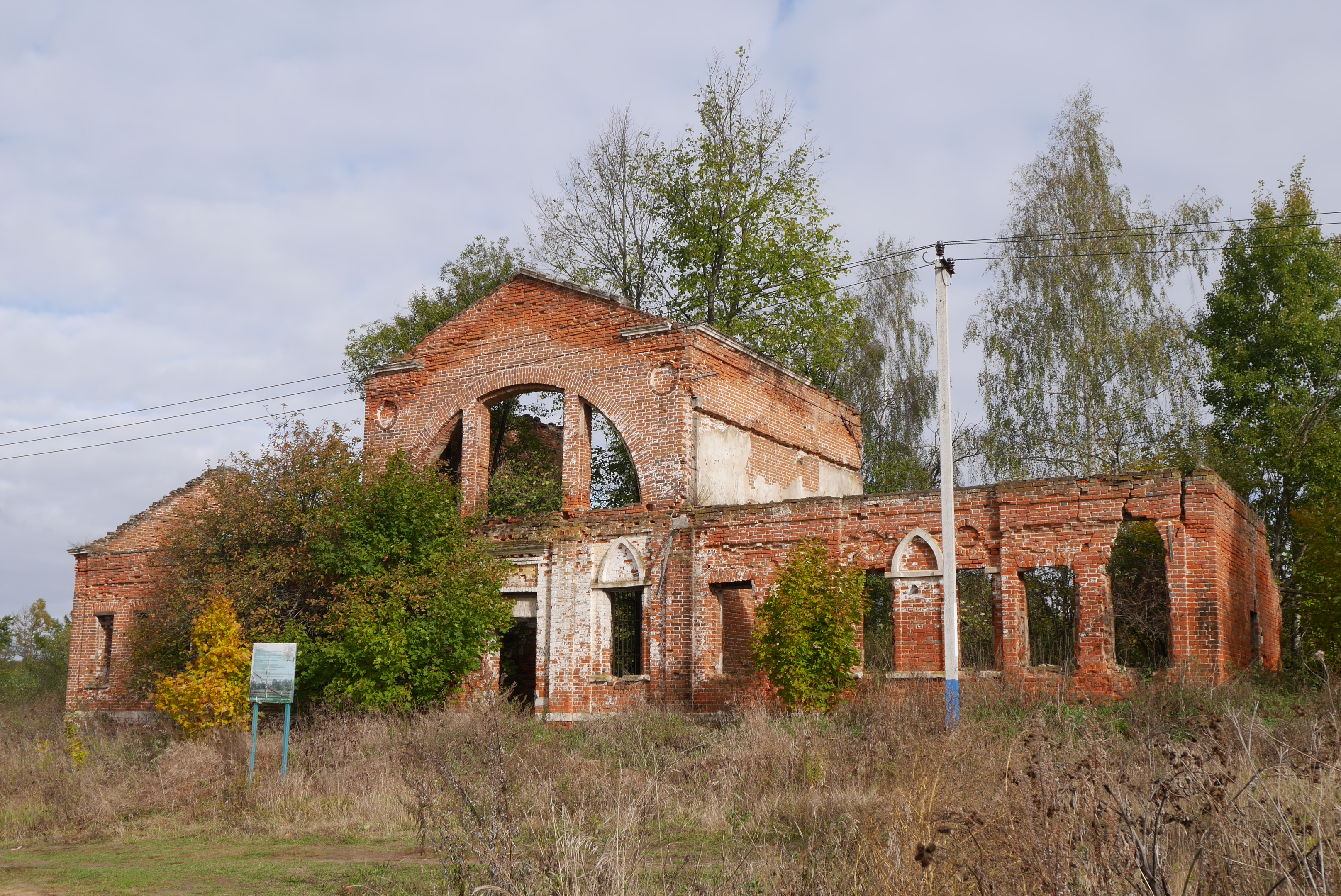
Главный дом (усадьба Алешково)

Впервые в исторических документах упоминается в 1578 году, как сельцо Олешково. В деревне, в конце XVIII — начале XIX века, П. А. Новиковой была устроена усадьба, впоследствии купленная озерским фабрикантом М. Ф. Щербаковым, сохранившаяся в плохом состоянии, памятник архитектуры федерального значения, действует Успенская церковь 1819 года постройки, также архитектурный памятник.

## Население
| 2002 | 2006 | 2010 |
| ---- | ---- | ---- |
| 9    | →9   | ↗12  |